# 茨韦尔法克兴
茨韦尔法克兴是奥地利下奥地利州维也纳城郊县的一个市镇。总面积6.75平方公里，总人口1486人，人口密度220.1人/平方公里（2005年）。